# Heliura maricoides
Heliura maricoides är en fjärilsart som beskrevs av Embrik Strand 1917. Heliura maricoides ingår i släktet Heliura och familjen björnspinnare. Inga underarter finns listade i Catalogue of Life.